# Санкт-Петербузький державний лісотехнічний університет
Санкт-Петербузький державний лісотехнічний університет — вищий навчальний заклад в Санкт-Петербурзі.
Санкт-Петербузький державний лісотехнічний університет був заснований у 1803 році. Сприяв появі університету імператор Олександр I. Університет часто називають Лісотехнічною Академією.
З початку свого заснування університет був лісовим училищем, яке називали Царськосільским. Училище кілька разів пераназивалі то в інститут, то в академію, поки у 2011 році остаточно не був присвоєний статус Академії.
Санкт-Петербузький державний лісотехнічний університет складається з 7 факультетів.

## Видатні випускники
- Бокейхан Аліхан Нурмухамедович
- Перельман Яків Ісидорович